# 松阪市立殿町中学校
松阪市立殿町中学校（まつさかしりつ とのまちちゅうがっこう）は、三重県松阪市殿町にある公立中学校。市役所や松阪城などがある松阪市中心部に立地している。2016年5月1日現在の生徒数は12学級376人である。

## 沿革
1948年（昭和23年）5月、松阪市立西中学校（第一小に設置、現存する西中学校とは別）・南中学校（第二小に設置）・北中学校（第四小に設置）・東中学校（第五小に設置）を再編成、学校再配置を行った結果、久保中学校・鎌田中学校とともに松阪市立殿町中学校として開校した。開校した場所は三重県立飯南高等女学校の跡地である。同年7月には松江中学校が廃校となったため、同校の学区（校区）の一部を編入した。
1952年（昭和27年）3月に松尾村外二カ村学校組合立飯高中学校伊勢寺分校を統合し、殿町中学校伊勢寺分校とした。伊勢寺分校は1959年（昭和34年）5月31日に廃止し、翌6月1日に新規開校した西部中学校に移った。1973年（昭和48年）4月、松阪市民病院に市民病院分校を設置した。1985年（昭和60年）に校区の一部を分離し、分離した学区は西部中学校に編入、西部中学校は西中学校に改称した。
2013年（平成25年）にイベント・ボランティア委員会は「学校に行こうプロジェクト」と称してアフガニスタンの子供が学校へ通えるように書き損じ葉書などを集める活動を開始し、2015年（平成27年）にボランティアスピリットアワード コミュニティ賞（プルデンシャル・ファイナンシャル）と「中学生からの提案・発信」コンテスト 最優秀賞（三重県教育委員会）を同時受賞した。

## 通学区域
松阪市立第一小学校の校区（鎌田中と選択可）
- 魚町
- 中町
- 中町六丁目
- 新座町
- 京町
- 京町一区
- 日野町
- 末広町一・二丁目
- 殿町（一部）
- 本町（一部）
- 湊町（一部）
- 宮町（一部）

松阪市立第二小学校の校区（一部区域）
- 平生町
- 五十鈴町
- 茶与町
- 長月町

松阪市立第三小学校の校区（全域）
- 西之庄町
- 西町（一部）
- 川井町（一部）
- 鎌田町（一部）
- 久保田町（一部）

松阪市立幸小学校の校区（全域）
- 黒田町
- 新町
- 白粉町
- 泉町
- 内五曲町
- 桜町
- 五月町
- 大黒田町（一部）
- 殿町（一部）
- 湊町（一部）

## 鯉吹かし
2001年（平成13年）より、市内の阪内川の河原でこいのぼりを揚げる「鯉吹かし」を4月中旬から5月上旬にかけて開催している。殿町中の実行委員会と殿町中学校地区青少年育成会の共催で、川の両岸にロープを渡して市民から寄贈されたこいのぼりを一斉に揚げる。2016年（平成28年）に揚げられたこいのぼりの数は128匹。また揚げる前にごみ拾いを行う。

## 交通
- 近鉄山田線・紀勢本線 松阪駅下車

## 周辺施設
- 松阪城
- 本居宣長記念館

## 著名な出身者
- 西飯徳康（卓球選手）
- 菱川文香（バレーボール選手）